# Славин, Шимон
Шимон Славин (англ. Shimon Slavin) — израильский учёный, профессор медицины в области иммуноонкологии, иммунологии, регенеративной медицины. Славин разработал методы иммунотерапии при помощи аллогенных донорских лимфоцитов, трансплантации стволовых клеток для лечения гемобластозов и солидных опухолей, а также использования гемопоэтических стволовых клеток для повышения трансплантационной толерантности  к костному мозгу и донорским аллографтам.
В настоящее время он работает над использованием мультипотентных мезенхимальных стволовых клеток в регенеративной медицине для лечения неврологических, системных и ортопедических заболеваний.
Шимон Славин является медицинским и научным директором центра биотерапии рака и регенеративной медицины Biotherapy International в Тель-Авиве, а также медицинским директором в биотехнологической компании Superinfection в Будапеште. В 2020 году профессор Славин открыл банк хранения опухолевых тканей, чтобы продвинуть и внедрить методы персонализированной иммунотерапии рака.

## Образование и клиническая работа
Славин окончил Школу медицины в Еврейском университете Иерусалима в 1967 году. До 1970 года он работал доктором в подразделении боевых пловцов ВМС Израиля. В 1970-75 годах он продолжил обучение на кафедре внутренней медицины в Еврейском университете Иерусалима.
В 1975-1978 годах Шимон Славин обучался клинической иммунологии/ревматологии в отделении иммунологии Школы медицины Стэнфордского университета, а в 1978 проходил подготовку по трансплантации костного мозга под руководством профессора Э.Д. Томаса в Онкологическом исследовательском центре Фреда Хатчинсона.
По возвращении в Иерусалим он открыл первый центр трансплантации костного мозга в университетской больнице Хадасса, который впоследствии стал Национальным израильским центром по пересадке костного мозга.

## Клиническая деятельность
В начале 1987 года Славин представил концепцию иммунотерапии рака с использованием инфузии донорских лимфоцитов для лечения и профилактики рецидивирующего заболевания. Применил адоптивную аллогенную иммунную терапию и использование цитокин-активированных лимфоцитов с последующей аллогенной или аутологичной трансплантацией стволовых клеток при злокачественных новообразованиях и солидных опухолях.
Эти наблюдения подтвердили терапевтические преимущества клеточной терапии и привели к разработке новых концепций лечения гемобластозов и солидных опухолей, с акцентом на использование хорошо переносимой немиелоаблативной трансплантации стволовых клеток как платформы для клеточной терапии рака, использующей естественные киллеры против устойчивых к химиотерапии опухолевых клеток. Процедуры лечения рака, разработанные Славиным и его командой, основываются на умном, а не на агрессивном лечении при помощи обычной химиотерапии, с целью селективного удаления всех опухолевых клеток, включая раковые стволовые клетки.

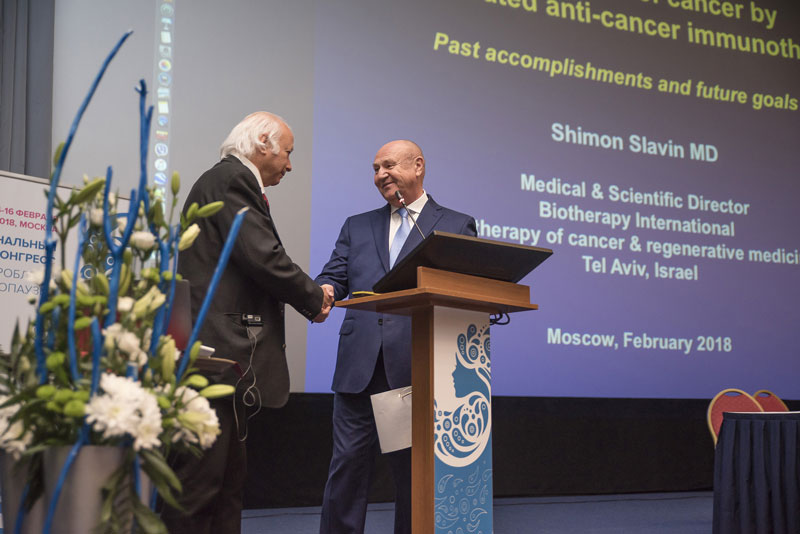
Проф. Славин с российским патофизиологом проф. Сухих на международной онкологической конференции в Москве в 2017 году

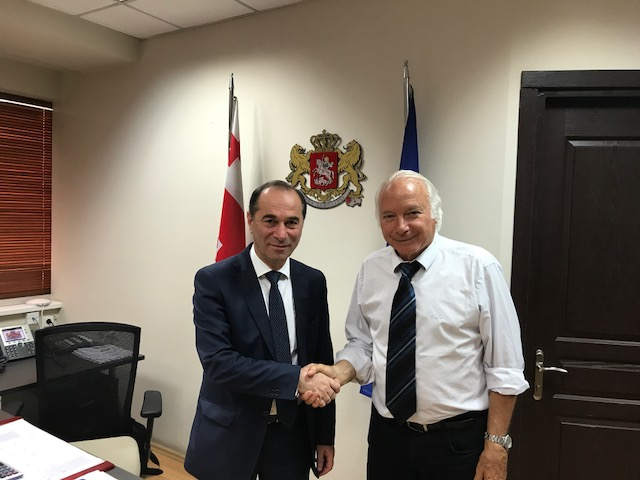
Встреча с заместителем министра здравоохранения Грузии Зазой Сопромадзе (2017)

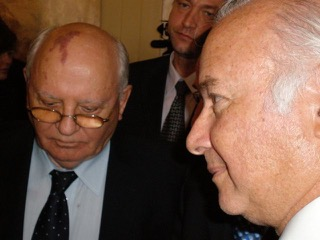
Славин с Михаилом Горбачёвым

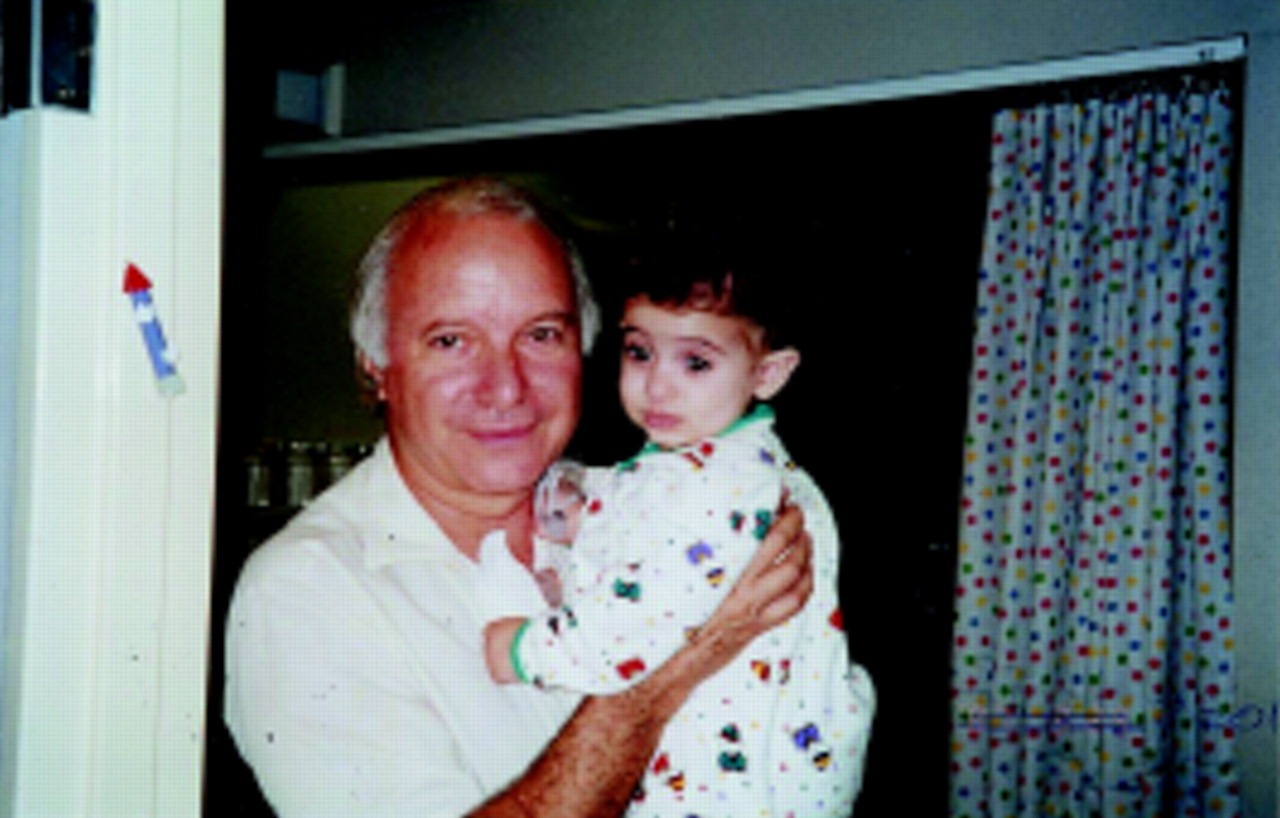
Проф. Шимон Славин с Сальсабиль. Первый случай успешного лечения синдрома тяжёлого комбинированного иммунодефицита.

Как правило, лечение рака происходит в два этапа: устранение опухоли с помощью традиционных или инновационных методов, а затем иммунотерапия остаточного заболевания. Славин разработал инновационное кондиционирование сниженной интенсивности (RIC), а также немиелоаблативную трансплантацию стволовых клеток (NST) для более безопасной трансплантации при лечении злокачественных и других опасных для жизни заболеваний. Использование RIC или NST позволило применить намного более безопасную трансплантацию стволовых клеток без каких-либо ограничений по возрасту пациентов, включая пациентов с неоптимальным клиническим состоянием, которые могли бы не перенести метод стандартной миелоблативной трансплантации стволовых клеток.
Компания Baxter International признала потенциал клеточной терапии и подписала соглашение со Славиным, которое привело к крупным инвестициям в медицинский центр Хадасса для дальнейшей разработки новых подходов к лечению рака, аутоиммунных заболеваний и трансплантации органов, основывающихся на регулировании, а не на неспецифическом подавлении иммунной системы. Исследовательский центр был основан  компанией Baxter International из Чикаго, США при поддержке  Исследовательского центра лейкемии имени Дэнни Канниффа (Danny Cunniff Leukemia Research Center). Славин был основателем и директором этого исследовательского центра в 1994-2007 годах.
Шимон Славин и его команда, используя вектор, предоставленный больницей Сан-Раффаэля в Милане, впервые успешно использовал генную терапию для лечения ребёнка с тяжёлым комбинированным иммунодефицитом с аденозиндезаминазной недостаточностью в 2002 году. С момента проведенного лечения и по сегодняшнее время у пациента нет каких-либо признаков заболевания. Эта же процедура была использована командой из Милана для успешного лечения многих других пациентов, все из которых были успешно вылечены с помощью генной терапии.
Славин представил использование персонализированной противораковой иммунотерапии с использованием активированных донорских лимфоцитов, направленных против рака с помощью моноклональных и биспецифических антител для эффективного устранения рака, параллельно с индукцией долгосрочного антиракового иммунитета с целью предотвращения рецидива заболевания. Сегодня клеточно-опосредованная иммунотерапия применяется в разных центрах для лечения резистентных форм рака, например трижды негативного рака молочной железы.
Одновременно Славиным были разработаны новые подходы для индукции трансплантационной толерантности "хозяин против трансплантата" и "трансплантат против хозяина". Эти новшества  используются для разработки прогрессивных методов аллогенной трансплантации крови или костного мозга, а также клеточных аллографтов и аллотрансплантатов перфорированных органов. Славин был первым, кто применил моноклональные антитела anti-CD52 (Алемтузумаб, одобрен FDA под торговой маркой Lemtrada) для профилактики болезни "трансплантат против хозяина" (РТПХ) — наиболее опасного осложнения при трансплантации аллогенных стволовых клеток, а затем и для лечения хронического лимфолейкоза и рассеянного склероза. Позже, Славин представил концепцию посттрансплантационной элиминации реактивных лимфоцитов "хозяин против трансплантата" и "трансплантат против хозяина" с индукцией двусторонней  толерантности к трансплантации. Эти открытия позволили расширить применение  аллогенной трансплантации стволовых клеток при помощи гаплоидентичных доноров вместо полностью совместимых доноров для более безопасной трансплантации. Такой вид лечения применяется для пациентов с гематологическими злокачественными новообразованиями и солидными опухолями, а также для индукции трансплантационной толерантности аллотрансплантатов органов. Параллельно Славин представил новые подходы к лечению опасных аутоиммунных заболеваний, основанные либо на аутологичной трансплантации гемопоэтических стволовых клеток, либо (в последнее время) на применении мультипотентных мезенхимальных стромальных клеток (МСК) для регуляции воспалительной аутоагрессивной реактивности при нейровоспалительных и нейродегенеративных заболеваниях, с акцентом на рассеянный склероз. 
Основываясь на накопленном опыте в клеточной терапии Славин и его команда в последние годы, также активно развивают применение МСК, полученных из костного мозга, жировой ткани или плаценты в области регенеративной медицины. Шимон Славин впервые применил МСК для лечения ортопедических заболеваний, включая восстановление хрящей и формирование новой кости, а также для восстановления почечной функции.

## Текущая работа
В 2007 году Славин основал в Тель-Авиве инновационный Международный центр клеточной терапии и раковой иммунотерапии (International Center for Cell Therapy & Cancer immunotherapy, CTCI). Центр занимался разработкой и внедрением инновационных подходов в лечении рака, опасных для жизни незлокачественных заболеваний, включая использование стволовых клеток в регенеративной медицине. Он специализировался на запатентованных технологиях применения мезенхимальных стволовых клеток (МСК), полученных из костного мозга, жировой ткани или плаценты в лечении аутоиммунных заболеваний, неврологических расстройств,почечной недостаточности, сахарного диабета, восстановления хрящей и костной ткани.
В настоящее время Славин управляет своей новой клиникой, центром инновационной терапии рака и регенеративной медицины Biotherapy International, в Тель-Авиве.
Текущая деятельность Славина направлена на улучшение терапевтического эффекта клеточно-опосредованных стратегий, основанных на использовании активированных эффекторных клеток иммунной системы, таких как Т-клетки, и в особенности NK-клетки для иммунотерапии рака. Целью лечения является уничтожение всех существующих раковых клеток на ранних стадиях минимальной остаточной болезни, параллельно с индукцией длительного противоракового иммунитета против остаточных или вновь возникающих злокачественных клеток. Также центр использует мультипотентные стволовые клетки и продукты их секреции, экзосомы и внеклеточные везикулы, обогащённые микроРНК и другими необходимыми компонентами для регенеративной и антивозрастной медицины.

## Научная деятельность
Фундаментальные исследования и клинически используемые открытия Шимона Славина отражены в более чем 600 опубликованных статьях и более чем 900 национальных и международных научных презентациях. Он оказал влияние на несколько дисциплин, в основном связанных с клеточной терапией при лечении злокачественных и незлокачественных заболеваний. Иммунотерапия рака донорскими лимфоцитами сделала возможным лечение гемобластозов и некоторых метастатических солидных опухолей, устойчивых к другим видам лечения. Иммунотерапия рака с применением донорских лимфоцитов сделала возможным лечение резистентных гемобластозов и метастатических солидных опухолей у пациентов с мультирезистентным раком.
Уникальная эффективность преднамеренно несовместимых донорских лимфоцитов с использованием клеток-киллеров, активированных до и сразу после инфузии клеток стала новой парадигмой клеточной терапии, основанной на использовании временной циркуляции неприживляемых донорских лимфоцитов, нацеленных против минимального остаточного заболевания как новый подход к потенциальному излечению рака на ранних стадиях.
Внедрение NST и RIC сделало возможным проводить трансплантацию стволовых клеток для большого числа пациентов без ограничений по возрасту, а также пациентов с плохим общим состоянием, которые не могли быть подходящими кандидатами для традиционной миелоаблативной трансплантация аллогенных стволовых клеток. Использование NST и RIC обеспечило безопасный подход к трансплантации для пациентов, особенно чувствительных к традиционному циторедуктивному кондиционированию, включая пожилых пациентов, пациентов с анемией Фанкони и хроническим гранулёматозом.
В дальнейшем, команда Славина внедрила концепцию посттрансплантационной делеции аллореактивных лимфоцитов при помощи циклофосфамида, что сделало возможным проведение относительно безопасной и недорогой процедуры трансплантации для пациентов без совместимого донора, используя гаплоидентичного члена семьи.
Тот же принцип был применён Славиным для успешной индукции трансплантационной толерантности к аллотрансплантатам органов, впервые применённого при аллотрансплантации почки реципиенту, который уже более 10 лет благополучно живёт с пересаженной таким образом почкой. Наблюдения команды Славина, указывающие на то, что реиндукция аутотолерантности может быть индуцирована лимфоабляционным лечением с последующей трансплантацией аутологичных стволовых клеток, предоставили обоснование для использования похожего подхода для успешного лечения пациентов с опасными для жизни аутоиммунными нарушениями, включая рассеянный склероз и системную красную волчанку.
Ещё одним важным вкладом Славина является открытие первой модели B-клеток лейкемии/лимфомы (BCL1) у животных, что помогло лучше понять биологию B-клеток и разработать новые терапевтические стратегии, основанные на доклинической модели у животных.
Совместно с доктором Германом Валдманном Славин впервые использовал моноклональное антитело анти--CD52 (CAMPATH-1; Алемтузумаб или Лемтрада) для профилактики болезни "трансплантат против хозяина" (РТПХ). Затем его использовали для профилактики и лечения отторжения аллотрансплантата и в 2014 году лекарство было одобрено FDA для лечения рассеянного склероза.
Успех в применении мезенхимальных стромальных клеток (МСК) из костного мозга для лечения нейровоспалительных и нейродегенеративных заболеваний совместно с профессором Каруссисом дал основание использовать in vitro дифференцированные МСК, а также новые возможности для использования продуктов секреции МСК, внеклеточных везикул и экзосом в будущем.

## Личная жизнь
Шимон Славин родился в Тель-Авиве в 1941 году, но в 1946-2007 годах жил в Иерусалиме. Он женат, имеет трёх детей. Увлекается музыкой, рисованием, плаванием, дайвингом, теннисом и велосипедом.